# Carl-Hans Graf von Hardenberg
Carl-Hans Graf von Hardenberg (* 22. Oktober 1891 in Glogau, Provinz Schlesien; † 24. Oktober 1958 in Frankfurt am Main) war ein deutscher Offizier, Gutsverwalter und Kommunalpolitiker sowie Widerstandskämpfer gegen den Nationalsozialismus.

## Leben
Carl-Hans Graf von Hardenberg entstammt dem niedersächsischen Adelsgeschlecht derer von Hardenberg, die Vorfahren waren Nachkommen von Karl August von Hardenberg. Sein Großvater, Karl Hildebrand Christian Graf Hardenberg (1827–1873), war Freier Standesherr auf Neuhardenberg, die Großmutter Hildegard eine geborene von Hardenberg. Der Vater Wilhelm Graf Hardenberg (1858–1915) war aktiver Offizier, die Mutter Helene eine Freiin von Hardenberg (1862–1922). Die Familie lebte in Potsdam. Dort legte Carl-Hans Graf Hardenberg 1910 das Abitur ab und trat danach als Fahnenjunker in das 1. Garde-Regiment zu Fuß ein. Er nahm am Ersten Weltkrieg teil, wurde mehrmals verwundet und schied 1919 als Hauptmann aus.
Am 29. Oktober 1914 heiratete er Renate Gräfin von der Schulenburg (1888–1959). Mit ihr übernahm er 1921, nach seiner Zeit als Offizier, die Verwaltung des seiner Familie gehörenden etwa 7450 ha großen Gutskomplexes Neuhardenberg in der Provinz Brandenburg. Das Paar hatte sechs Kinder. Kurz vor der großen Wirtschaftskrise umfasste der Gutsbesitz um Neuhardenberg, Bärwinkel, der Komturei Lietzen, Altrosenthal, Dehmsee, Gölsdorf und Tempelberg 7338 ha. An der Verwaltungsspitze standen ein Oberförster, ein Oberamtmann und ein Oberinspekteur.
Neben seiner landwirtschaftlichen Tätigkeit engagierte er sich im Kreis Lebus als Kommunalpolitiker. Nach der Machtübernahme des NS-Regimes am 30. Januar 1933 weigerte er sich, der NSDAP oder einer ihrer Gliederungen beizutreten, und schied aus allen Ämtern aus. Ab 1936 leistete er Wehrübungen beim Infanterie-Regiment 9 in Potsdam. 1939, bereits Major der Reserve, wurde er Kommandeur des Infanterie-Ersatzbataillons 9. 1940 wurde er Adjutant von Generalfeldmarschall Fedor von Bock bei der Heeresgruppe Mitte und Heeresgruppe Süd. Im Oktober 1941 war er Zeuge, als lettische SS-Einheiten das Massaker von Borissow (bei Borissow in Weißrussland) begingen.
Von Hardenberg wurde wegen seiner maßgeblichen Beteiligung am Unternehmen Walküre verfolgt, er sollte als Oberpräsident der Provinz Brandenburg und der Stadt Berlin fungieren. Sein Gut in Neuhardenberg, welches nur 70 km von Berlin entfernt lag, wurde zu einem regelmäßigen Treffpunkt der Widerstandsgruppe. Am 20. Juli war er die Kontaktperson zum Generalkommando Wehrkreis III. Seine Tochter Reinhild wurde nach dem 20. Juli ebenfalls verhaftet, da sie als Sekretärin ihres Vaters in die Umsturzpläne eingeweiht war.
Am 24. Juli versuchte er erfolglos einen Suizid, um der Folter und dem möglichen Verrat an Mitverschwörern durch die Gestapo zu entgehen. Danach wurde er im KZ Sachsenhausen inhaftiert. Dort wurde er von einem Mitgefangenen operiert und gesundgepflegt. Vornehmlich kommunistische Häftlinge schützten ihn auch vor Übergriffen durch die Wachmannschaften. Gegen von Hardenberg wurde ein Prozess vorbereitet und die Todesstrafe beantragt. Das KZ wurde am 22./23. April 1945 von Soldaten der Roten Armee befreit; es kam nicht mehr zu einem Prozess.
Nach Kriegsende war er Mitarbeiter des CDU-Politikers Andreas Hermes. Er ging einmal nach Neuhardenberg und wurde kurz darauf enteignet. Danach zog die Familie nach Göttingen. 1946 wurde er Vermögensverwalter des Hauses Hohenzollern.
Er war Mitbegründer des Hilfswerks 20. Juli 1944 und lebte bis zu seinem Tod in Kronberg im Taunus. Er war seit 1922 Ehrenritter und seit 1929 Rechtsritter des Johanniterordens. Von 1948 bis zu seinem Tod am 24. Oktober 1958 leitete Graf Hardenberg als Kommendator die Brandenburgische Provinzial-Genossenschaft des Ordens. Nach Carl-Hans Graf von Hardenberg ist auch eine Stiftung mit Sitz in der Komturei Lietzen benannt.
Verantwortliche des SED-Regimes lehnten die Beisetzung seiner Urne in Neuhardenberg ab. Nach der Wiedervereinigung durfte seine Asche und die seiner Frau dort beigesetzt werden.
Ilona Ziok thematisierte in ihrem 2009 erschienenen Film Der Junker und der Kommunist sein Schicksal.

### Genealogie
- Gothaisches Genealogisches Taschenbuch der Fürstlichen Häuser 1942, A, 179. Jg. III. Abt. A, Letztausgabe 1942, zugleich Adelsmatrikel der Deutschen Adelsgenossenschaft. Justus Perthes, Gotha 1941, S. 393 f.; DNB 011251530.
- Hans Friedrich von Ehrenkrook: Genealogisches Handbuch der Fürstlichen Häuser. III. Abt., Band I, Band 1 der Gesamtreihe GHdA. C. A. Starke, Glücksburg (Ostsee) 1951, S. 484 f.  ISSN 0435-2408. DNB 451802608.
- Hans Friedrich von Ehrenkrook, Friedrich Wilhelm Euler: Genealogisches Handbuch der Gräflichen Häuser. Band I, Band 2 der Gesamtreihe GHdA. C. A. Starke, Glücksburg (Ostsee) 1952, S. 188 f. DNB 451802640.
- Gothaisches Genealogisches Handbuch der Gräflichen Häuser 2016, Band 1. Verlag des Deutschen Adelsarchivs, Marburg 2016, ISBN 978-3-9817243-2-5.